# Митропа куп 1933.
Митропа куп 1933. је било 7. издање клупског фудбалског такмичења Митропа купа.
Такмичење је трајало од 12. јуна до 8. септембра 1933. године.  Аустрија Беч је у финалном двомечу била успешнија од  Интера и освојила први трофеј Митропа купа.

## Резултати

### Четвртфинале
| Меч | Клуб          | Држава       | укупан рез. | Држава            | Клуб         | 1. утак. | 2. утак. | Плеј-оф |
| --- | ------------- | ------------ | ----------- | ----------------- | ------------ | -------- | -------- | ------- |
| 1   | Славија Праг  | Чехословачка | 3:4         | Аустрија          | Аустрија Беч | 3:1      | 0:3      |         |
| 2   | Ујпешт        | Мађарска     | 4:10        | Краљевина Италија | Јувентус     | 2:4      | 2:6      |         |
| 3   | МТК           | Мађарска     | 3:5         | Чехословачка      | Спарта Праг  | 2:3      | 1:2      |         |
| 4   | Први Бечки ФК | Аустрија     | 1:4         | Краљевина Италија | Интер Милано | 1:0      | 0:4      |         |

### Полуфинале
| Меч | Клуб         | Држава            | укупан рез. | Држава            | Клуб        | 1. утак. | 2. утак. | Плеј-оф |
| --- | ------------ | ----------------- | ----------- | ----------------- | ----------- | -------- | -------- | ------- |
| 1   | Интер Милано | Краљевина Италија | 6:3         | Чехословачка      | Спарта Праг | 4:1      | 2:2      |         |
| 2   | Аустрија Беч | Аустрија          | 4:1         | Краљевина Италија | Јувентус    | 3:0      | 1:1      |         |

### Финале
| Меч | Клуб         | Држава            | укупан рез. | Држава   | Клуб         | 1. утак. | 2. утак. |
| --- | ------------ | ----------------- | ----------- | -------- | ------------ | -------- | -------- |
| 1   | Интер Милано | Краљевина Италија | 3:4         | Аустрија | Аустрија Беч | 2:1      | 1:3      |

| Освајач Митропа купа 1933. |
| -------------------------- |
| Аустрија Беч 1. Титула     |